# Mike Sturgis
Mike Sturgis (Chicago, 13 ottobre 1960) è un batterista e compositore statunitense, conosciuto prevalentemente come componente degli Asia e Wishbone Ash.

## Biografia
Sturgis ha iniziato a suonare la batteria all'età di dieci anni e dal 1982 al 1986 ha frequentato l'Università di Miami, dove ha conseguito una laurea in musica jazz. Dal 1986 al 1987 è stato in tour con la band norvegese A-ha e ha suonato in "The Swing of Things", "I've Been Losing You" e "Soft Rains of April" dall'album Scoundrel Days.  Dal 1995 al 1999 ha fatto parte degli Psycho Motel, band fondata da Adrian Smith, chitarrista degli Iron Maiden.
Si è esibito dal vivo o ha registrato con grandi nomi del pop, rock e jazz come Jack Bruce, Steve Winwood, Randy Brecker e Bob Mintzer. Attualmente si esibisce con il gruppo jazz-funk Redtenbacher's Funkestra.
Sturgis è stato per 13 anni a capo della batteria presso l'Academy of Contemporary Music di Guildford. Attualmente è responsabile dell'istruzione presso DIME Online.

## Discografia

### Solista
- 1986 - Dream Runner

### Asia
- 1996 - Arena

### Wishbone Ash
- 1996 - Illuminations

### Psycho Motel
- 1995 - State of Mind
- 1997 - Welcome to the World

### 21 Guns
- 1997 - Nothing's Real
- 2002 - Demolition

### Collaborazioni (parziale)
- 1995 - Hope - Sheila Walsh
- 2003 - Shine - Becki Taylor
- 2008 - Different Words - John Payne